# Swetlana Wladimirowna Kriweljowa
Swetlana Wladimirowna Kriweljowa (russisch Светлана Владимировна Кривелёва, engl. Transkription Svetlana Krivelyova; * 13. Juni 1969 in Brjansk) ist eine ehemalige russische Kugelstoßerin und Olympiasiegerin.

## Werdegang
Kriweljowa betrat den Kreis der Weltspitze schon in der Zeit der Sowjetunion, als sie bei den Juniorenweltmeisterschaften 1988 Vierte wurde. Bei den Weltmeisterschaften 1991 erhielt sie die Bronzemedaille hinter Huang Zhihong (CHN) und Natalja Lissowskaja (RUS). Im Jahr darauf bei den Olympischen Spielen 1992 in Barcelona gewann sie die Goldmedaille vor Huang und Kathrin Neimke (GER). 1993 bei den Weltmeisterschaften in Stuttgart gewann sie Silber hinter Huang und vor Neimke.
Nach einer zweijährigen Pause scheiterte sie bei den Olympischen Spielen 1996 in Atlanta in der Qualifikation. Erst mit ihrem Titelgewinn bei den Hallenweltmeisterschaften 1999 in Maebashi drang sie wieder in die Medaillenränge vor. Im selben Jahr wurde sie bei den Weltmeisterschaften in Sevilla Dritte hinter den beiden Deutschen Astrid Kumbernuss und Nadine Kleinert. Bei den Olympischen Spielen 2000 in Sydney belegte sie den vierten Platz. Sowohl bei den Hallenweltmeisterschaften 2001 in Lissabon als auch bei den Europameisterschaften 2002 in München gewann sie die Bronzemedaille. Im Jahr darauf siegte sie bei den Weltmeisterschaften in Paris vor Nadseja Astaptschuk (BLR) und Wita Pawlysch (UKR). 2004 wurde sie Hallenweltmeisterin, nachdem Wita Pawlysch, der Ersten bei den Hallenweltmeisterschaften in Budapest, wegen Dopings der Titel aberkannt wurde.
Ebenfalls von einer nachträglichen Dopingdisqualifikation profitierte sie zunächst bei den Olympischen Spielen 2004 in Athen, wo sie hinter Yumileidi Cumba (CUB) und Nadine Kleinert (GER) auf den Bronzerang aufrückte, nachdem die erstplatzierte Irina Korschanenko durch den Dopingtest gefallen war. Kriweljowa wurde jedoch die Medaille im Dezember 2012 ebenfalls aberkannt, nachdem das IOC Dopingproben aus Athen mit verbesserten Methoden erneut testen ließ. Vom russischen Verband wurde sie für zwei Jahre gesperrt. In ihrer letzten Saison wurde Kriweljowa Vierte bei den Weltmeisterschaften 2005 in Helsinki.
Swetlana Kriweljowa hatte bei einer Größe von 1,82 m ein Wettkampfgewicht von 100 kg.